# ويلهلم مور
ويلهلم مور (بالنرويجية البوكمول: Wilhelm Mohr)‏ هو طيار نرويجي، ولد في 27 يونيو 1917 في Fana, Bergen ‏ في النرويج، وتوفي في 26 سبتمبر 2016 في أوسلو في النرويج.